# Culinária do Laos

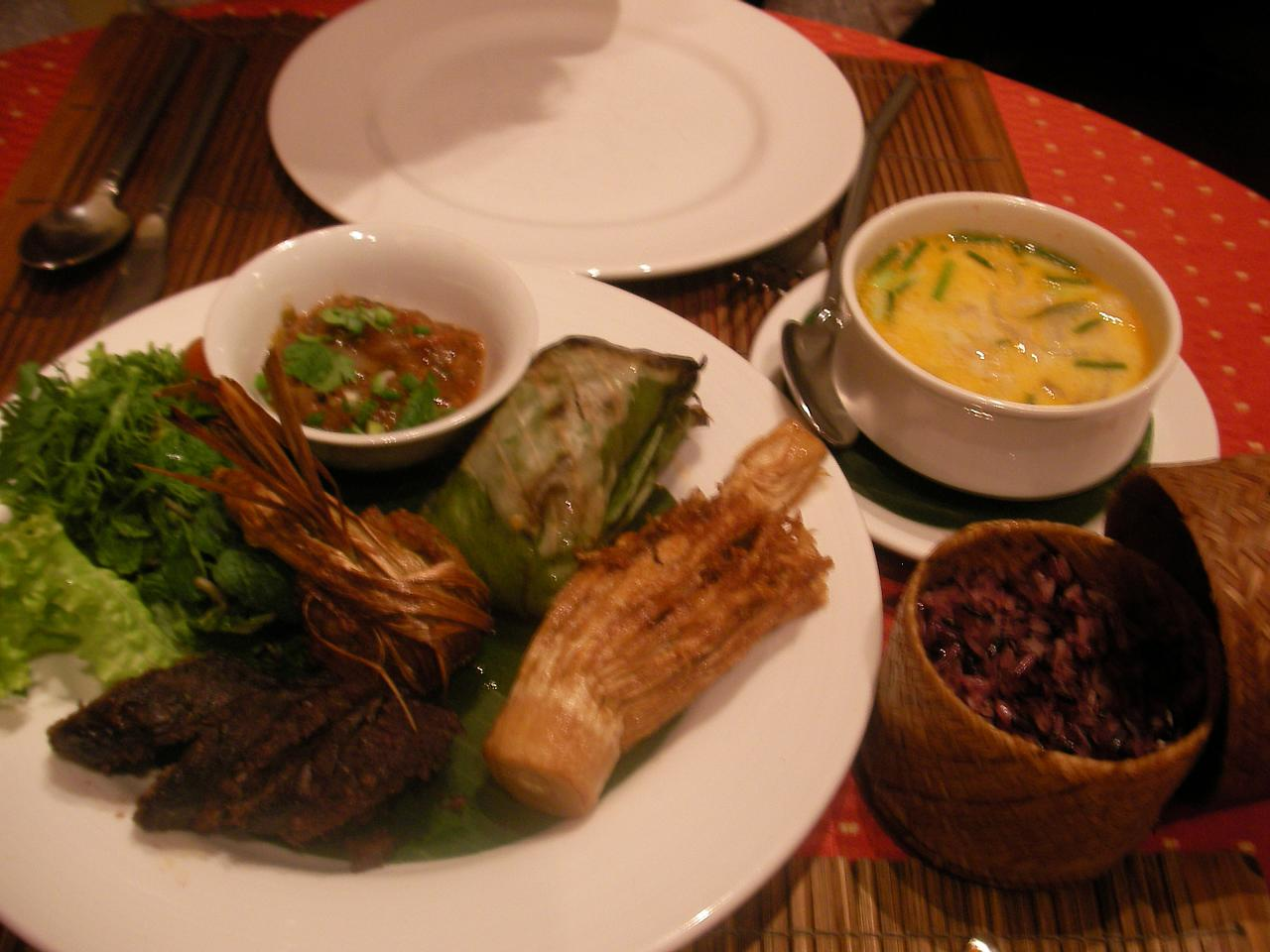
Exemplo da culinária do Laos

Culinária do Laos é a tipica cozinha do Laos, que é diferente de outras do Sudeste Asiático. O povo do Laos originalmente veio do norte em uma região pertencente à atual China, e ao mudaram-se para o sul trouxeram com eles suas tradições. Devido as migrações históricas do Laos para os países vizinhos, que compartilham fronteiras com o Laos, a cozinha Laociana influenciou fortemente as vizinha regiões do Nordeste da Tailândia ( Isan) e algumas influências culinárias também atingiram o Camboja e o Norte da Tailândia ( Lanna) . O alimento básico do Laos é o arroz glutinoso cozido que é comido com a mão. Na verdade, no Laos se come o arroz mais pegajoso do que qualquer grupo ou pessoas no mundo, o arroz pegajoso é considerado a essência do que significa ser "Lao" - muitos  Laocianos ainda se auto referem como "Luk Khao Niaow" , que pode ser traduzida como "filhos / descendentes do arroz pegajoso". 
A Galanga, capim limão e o padaek (molho de peixe laociano) são ingredientes importantes, usados quase que diariamente.
O prato mais famoso é o Larb (Laos: ລາບ , às vezes também escrito laap), uma mistura picante de carne marinada e / ou peixe que é, por vezes crua (preparado como cebiche), com uma combinação variável de ervas, verduras e especiarias. Outra invenção deliciosa e popular do Laos é a verde e picante Papaya salada, prato conhecido como Tam Mak Hoong (Laos: ຕໍາ ຫມາກ ຫຸ່ງ ) ou mais notoriamente conhecido no Ocidente como Som tam. A culinária laociana tem muitas variações regionais, em parte, devido os alimentos frescos locais de cada região. Um legado francês também é evidente na capital, Vientiane, onde baguetes são vendidos na rua e em restaurantes franceses, muitas vezes com um natural toque asiático.